# Morell
Morell (oficialmente y en catalán El Morell) es un municipio español de la comarca catalana del Tarragonés, en la provincia de Tarragona. Según datos de 2009 su población era de 3285 habitantes. Está situado en la orilla derecha del Francolí.

## Historia
De la época romana, se han encontrado distintos restos en la zona del municipio más próxima al río, entre los que destacan una villa, dentro del complejo de Repsol Química, y un miliario que señalizaba la antigua vía romana que unía Tarraco e Ilerda.
Los orígenes de Morell se sitúan en el año 1173, cuando Guillem de Torroja (a la sazón arzobispo de Tarragona) y Alfonso el Casto, rey de Aragón y conde de Barcelona, coseñores del Campo de Tarragona, dieron libre y franco un trozo de tierra del término del Codony a Berenguer dels Prats y a su mujer, Dolça, con el fin de que se establecieran y lo repoblaran.
A finales del siglo XII se construyó el primer castillo. Se ubicó en el punto más alto, favorable para la defensa y de forma que permitiera el desarrollo, en su entorno, de un lugar habitado. El edificio principal estaba situado más al norte del actual, donde ahora está ubicado el jardín.
En la Edad Media el lugar de Morell estaba constituido por el castillo y cuatro casas más en su alrededor, que formaban un núcleo muy reducido, en las actuales plazas de la iglesia y de la font. Su nombre de focs variaba entre los 8 del año 1358 y los 14 del 1497. Inicialmente, los actos religiosos se celebraban al castillo o en una casa particular, hasta que el año 1357 Eimeric des Prats, señor de Morell, obtuvo del arzobispo de Tarragona permiso para edificar una iglesia. No se conoce con exactitud cuando finalizó, pero hay noticias de que existía antes de 1465.
El siglo XVI se extinguió el linaje de los Prats y, por herencia, el señorío de Morell pasó a los Terrer. Es en ente siglo cuando se inició una primera expansión urbana considerable hacia las actuales calles Major y de Mestres. Entre el 1550 y el 1595 se vendieron ocho patios para construir casas, la mitad de los cuales estaban a la calle de la Bassa, actualmente denominado calle de Mestres. De esta época destacan las casas Baldrich, de la cual se conserva el arco de la entrada en la calle Mayor, y Vallgornera, en la plaza.

## Geografía humana

### Demografía
Cuenta con una población de 3878 habitantes (INE 2024).
| Gráfica de evolución demográfica de Morell entre 1842 y 2021 |
| |
| Población de derecho según los censos de población del INE Población de hecho según los censos de población del INEEn estos censos se denominaba Morell: 1842, 1857, 1860, 1877, 1887, 1897, 1900, 1910, 1920, 1930, 1940, 1950, 1960, 1970 y 1981 |

### Economía

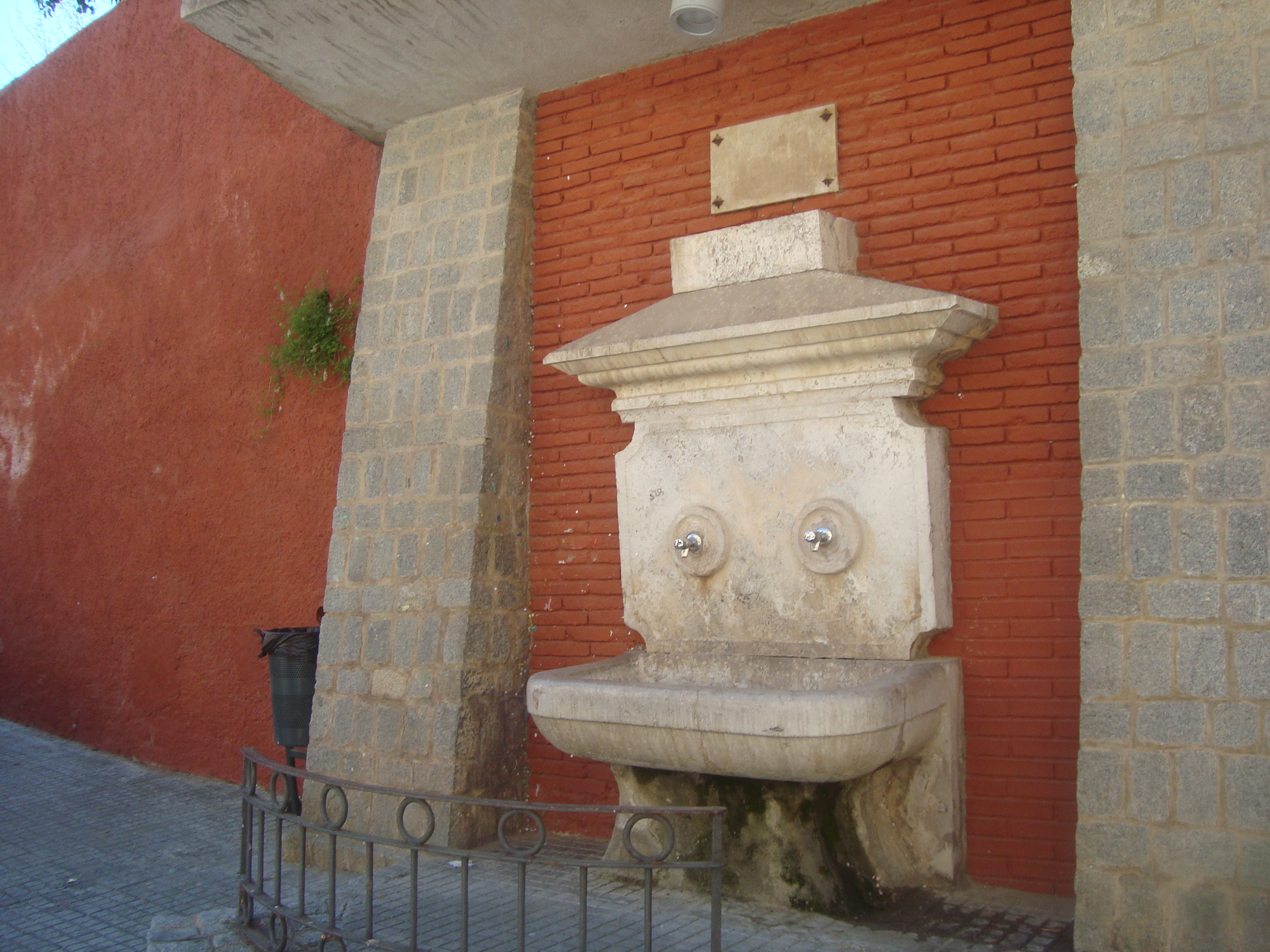
Fuente pública

En la década de 1970 se instaló en el término municipal una refinería que se ha convertido en la principal actividad económica de la localidad. Buena parte de las tierras dedicadas al cultivo se perdieron con esta construcción.
Quedan aún algunas tierras destinadas a la agricultura en las que se cultivan principalmente avellanos.

## Cultura

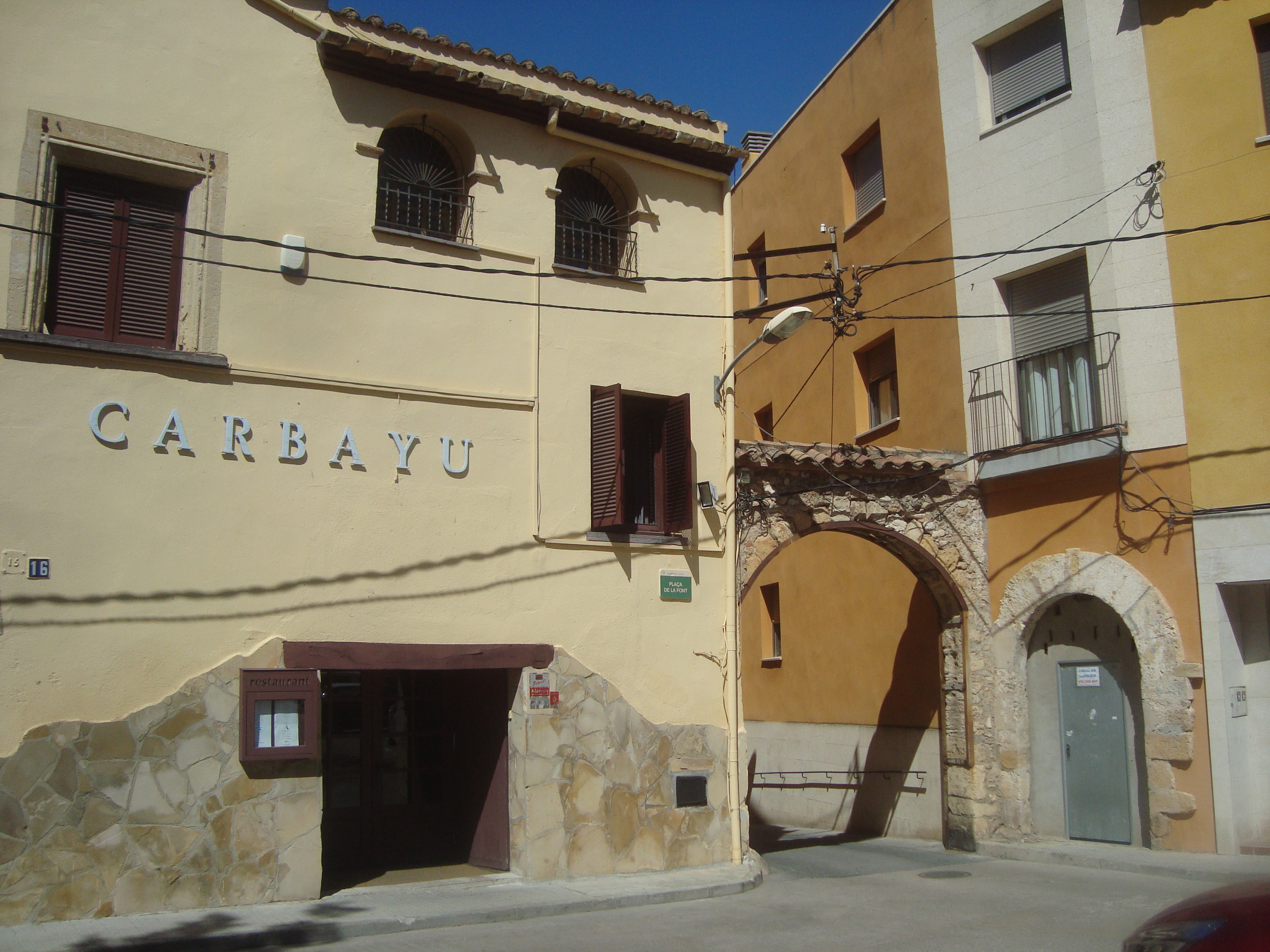
Casa del Marquès de Vallgornera

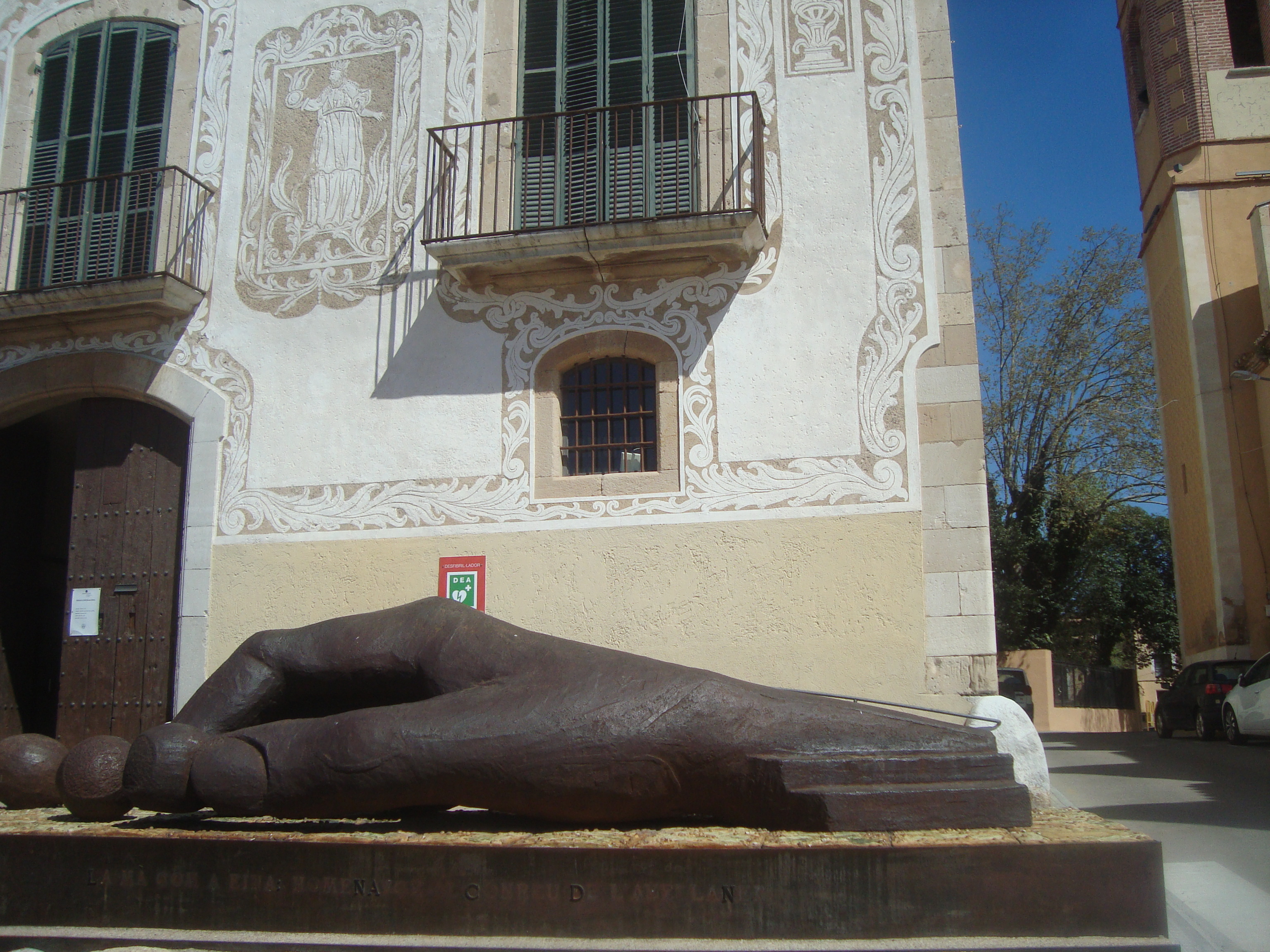
Casa-Palacio de los Montoliu y actual Ayuntamiento. Escultura de Madola La mano como herramienta

Festa Major d'Estiu (del 28 de julio al 1 de agosto)
Fiesta mayor de verano, en honor de los patrones San Abdón y San Senén que tiene entre otros actos tradicionales la “Zeurera Pyrina Refrescant”, una lucha que mantienen los morellenses con el gusano de la avellana hasta que consiguieran matarlo. También se hacen, pasacalles, correfoc, conciertos...
Festa de La Granja (primera semana de julio)
Una bienvenida al verano que se desarrolla en la “Granja dels Frares”. Una misa en la ermita, una cena popular y un baile, son los tres elementos que configuran dicha fiesta tradicional de Morell.
Festa dels Avis (1/09/05)
Coincidiendo con la “Diada”, el 11 de septiembre, el Ayuntamiento de Morell realiza un homenaje a la gente mayor del municipio. La Fiesta consiste en realizar un homenaje al abuelo y la abuela y un reconocimiento a las parejas que celebran sus bodas de oro. Entre los actos que se organizan hay una Misa, un vermú, una comida popular y baile. También se reparten regalos entre los abuelos asistentes.

## Patrimonio

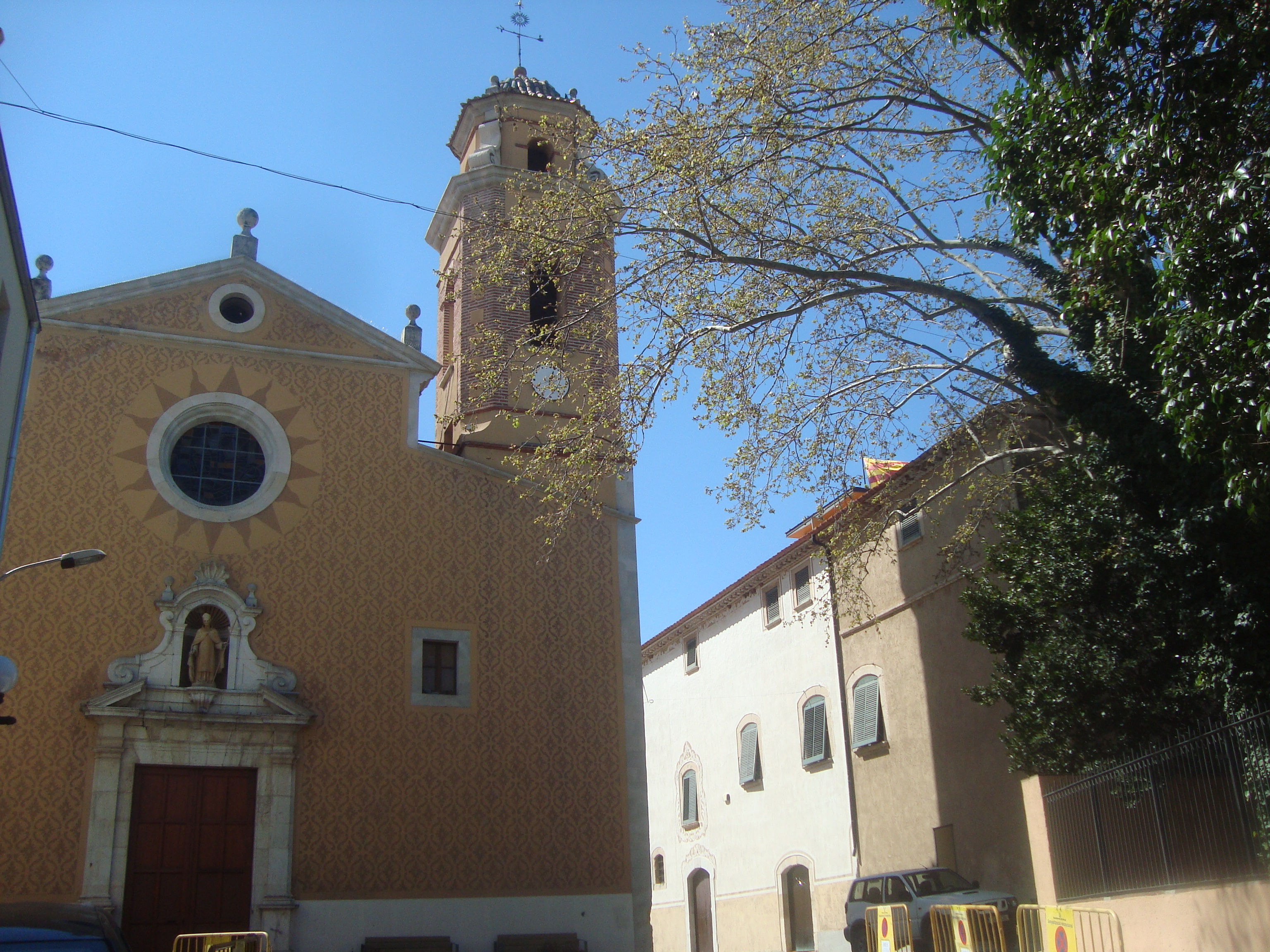
Iglesia parroquial de San Martín

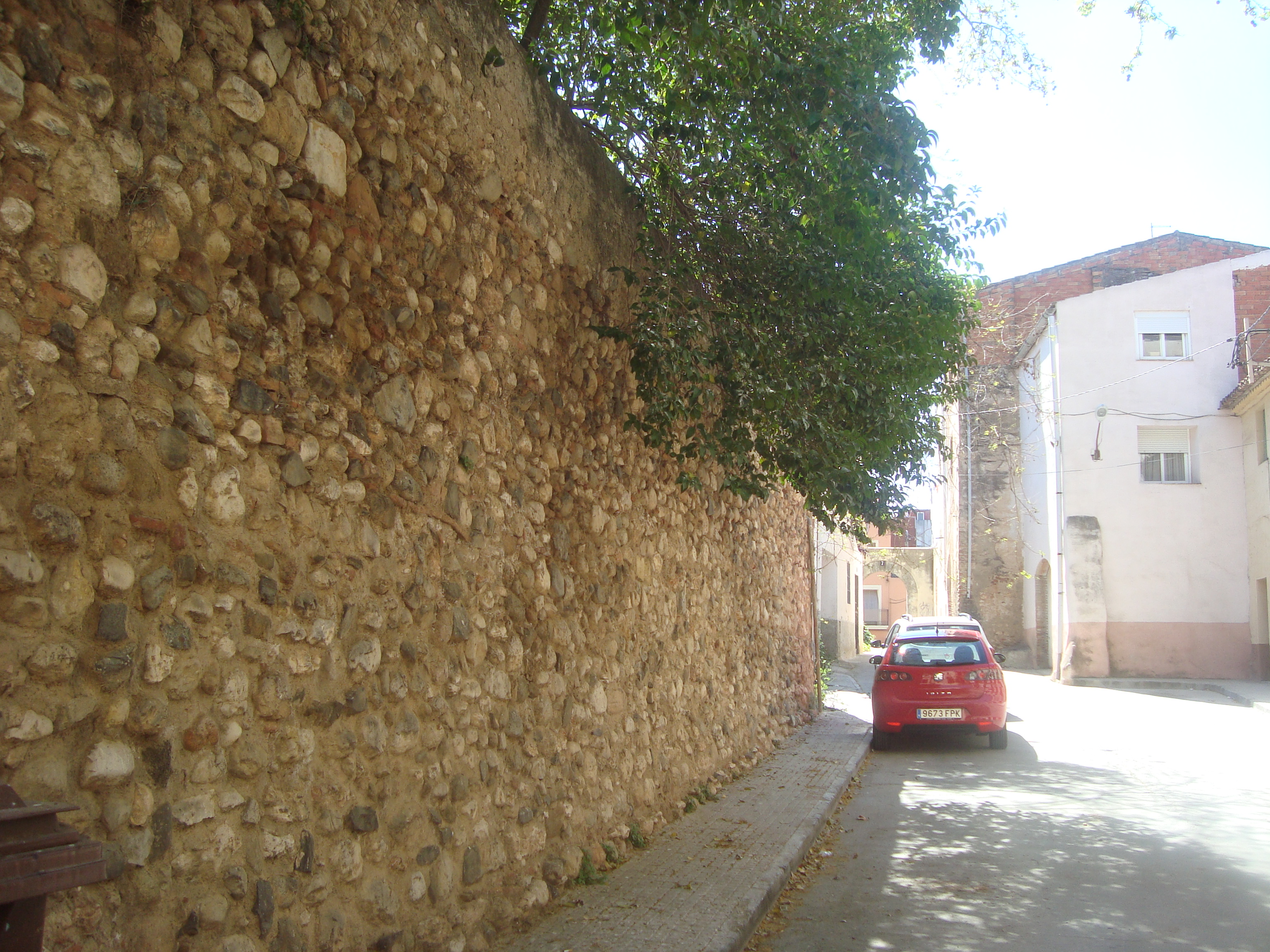
Antigua muralla defensiva

La iglesia parroquial está dedicada a San Martín. Se construyó sobre un antiguo templo entre 1759 y 1765. Es de nave única con capillas laterales y de estilo barroco tardío. La nave está cubierta con bóveda de cañón mientras que las capillas tienen bóveda de arista.
El castillo fue reconstruido por completo en el siglo XVIII por la familia Montoliu ya que el anterior edificio se encontraba prácticamente en ruinas. Se modificó su ubicación, desplazándola hacia el sur. Fue ampliado en 1794.